# Powerlifting ai XVI Giochi paralimpici estivi - 86 kg femminile
Le gare di powerlifting della categoria fino a 86 kg femminile ai XVI Giochi paralimpici estivi si sono svolte il 30 agosto 2021 presso il Tokyo International Forum.
La vincitrice è stata Folashade Oluwafemiayo che ha anche stabilito il nuovo record del mondo e il nuovo record paralimpico sollevando 152 chilogrammi al quarto tentativo.

## Risultati
| Pos. | Atleta                 | Peso (kg) | Sollevamenti (kg) | Sollevamenti (kg) | Sollevamenti (kg) | Sollevamenti (kg) | Risultato (kg) |
| Pos. | Atleta                 | Peso (kg) | 1                 | 2                 | 3                 | 4                 | Risultato (kg) |
| ---- | ---------------------- | --------- | ----------------- | ----------------- | ----------------- | ----------------- | -------------- |
|      | Folashade Oluwafemiayo | 84,89     | 147               | 149               | 151               | 152               | 151            |
|      | Zheng Feifei           | 80,94     | 135               | 139               | 149               | –                 | 139            |
|      | Louise Sugden          | 84,25     | 127               | 131               | 131               | –                 | 131            |
| 4    | Amany Ali              | 85,30     | 131               | 133               | 133               | –                 | 131            |
| 5    | Tayana Medeiros        | 84,88     | 121               | 128               | 131               | –                 | 121            |
| 6    | Marion Serrano         | 83,81     | 114               | 117               | 121               | –                 | 117            |
| 7    | Lee Young-sun          | 82,14     | 90                | 95                | 95                | –                 | 90             |
| –    | Tharwh Alhajaj         | 84,28     | 115               | 121               | 121               | –                 | –              |
| –    | Hanan Al-Majidi        | 84,44     | 112               | 112               | 112               | –                 | –              |